# Calvin Stengs
Calvin Stengs (* 18. Dezember 1998 in Nieuw-Vennep) ist ein niederländischer Fußballspieler surinamischer Abstammung. Der Flügelspieler entstammt der Jugendarbeit des Ehrendivisionärs AZ Alkmaar und steht seit Ende Juli 2023 bei Feyenoord Rotterdam unter Vertrag. Außerdem spielt er seit November 2019 für die niederländische Nationalmannschaft.

## Karriere

### Verein
Stengs begann mit dem Fußballspielen beim Amateurverein SV DIOS in seiner Heimatstadt Nieuw-Vennep und war anschließend kurz in der Jugend des HFC Haarlem aktiv, bevor er im Jahr 2009 in die Jugendakademie des AZ Alkmaar wechselte. Dort spielte er für diverse Jugendauswahlen und wurde im Sommer 2015 in die U-19-Mannschaft des Ehrendivisionärs befördert. In der A-Juniorenliga schaffte er es schnell in die Rotation. Die nächste Spielzeit 2016/17 verbrachte er dann bereits in der Reservemannschaft in der drittklassigen Tweede Divisie und war nun zum ersten Mal im Profifußball aktiv. In dieser Saison erzielte er in 22 Ligaspielen sechs Tore und acht Vorlagen. Diese Leistungen wurden auch von John van den Brom, dem Trainer der ersten Mannschaft, bemerkt. Am 5. März 2017 debütierte er beim 1:1-Heimunentschieden gegen Excelsior Rotterdam in der Eredivisie.
Nachdem er zur Saison 2017/18 in die erste Mannschaft befördert worden war, stand er am 12. August (1. Spieltag) bei der 2:3-Auswärtsniederlage gegen die PSV Eindhoven erstmals in der Startformation der Mannschaft. In diesem Spiel riss er sich dann bereits nach 7. Spielminuten das Kreuzband und fiel für die gesamte Spielzeit aus. Erst Anfang November 2018 kehrte er von dieser Verletzung zurück und drang darauf in die Startaufstellung vor. Am 19. Januar 2019 traf er beim 3:0-Heimsieg gegen den FC Utrecht erstmals für AZ. In 21 Einsätzen erzielte er in dieser Saison 2018/19 drei Tore und bereitete vier vor. In der folgenden Spielzeit 2019/20 verbesserte er sich und ihm gelangen in 25 Ligaspielen fünf Tore sowie acht Vorlagen.
Im Juli 2021 verließ Stengs die Niederlande und wechselte zum OGC Nizza. Stengs bestritt in der Saison 2021/22 24 von 38 möglichen Ligaspielen mit einem Tor und zwei Pokalspielen. Nach einem Jahr in Nizza schloss er sich Ende August 2022, nachdem er noch vier Ligaspiele und zwei Qualifikationsspiele zur Conference League für Nizza bestritten hatte, den belgischen Erstdivisionär Royal Antwerpen für eine Saison auf Leihbasis an. Er bestritt 25 von 36 möglichen Ligaspielen für Antwerpen, in denen er ein Tor schoss, und sechs Pokalspiele mit zwei Toren. Er beendete die Saison als belgischer Meister und Pokalsieger.
Nachdem er zunächst nach Nizza zurückgekehrt war, wechselte er Ende Juli 2023, ohne noch ein Spiel für Nizza bestritten zu haben, zum niederländischen Erstligisten Feyenoord Rotterdam, bei dem er einen Vertrag mit einer Laufzeit von vier Jahren unterschrieb.

### Nationalmannschaft
Am 24. März 2019 debütierte Stengs in einem freundschaftlichen Länderspiel gegen die U23-Auswahl der USA für die niederländische U21-Nationalmannschaft.
Am 8. November 2019 wurde der Stürmer von Bondscoach Ronald Koeman im Rahmen der EM-Qualifikationsspiele gegen Nordirland und Estland gemeinsam mit seinem Mannschaftskameraden Myron Boadu erstmals für die A-Nationalmannschaft der Niederlande nominiert.

## Erfolge
- Belgischer Meister: 2022/23 (Royal Antwerpen)
- Sieger belgischer Fußballpokal: 2022/23
- Niederländischer Pokalsieger: 2023/24
- Niederländischer Supercupsieger 2024